# Sabalicola sabalensioides
Sabalicola sabalensioides — вид грибів, що належить до монотипового роду Sabalicola.